# Большой Агардяш (озеро)
Большо́й Агардя́ш — озеро в Карабашском городском округе Челябинской области России.

## Общие сведения
Площадь — около 350 га. Средняя глубина — 4-5 м, наибольшая — 5 м. Урез воды — 306,2 м.
В озере водятся щука, судак, линь, окунь, чебак. Зарыбляются другие породы рыб.
Озеро по периметру окружено смешанными (елово-берёзовыми), а на юге — лиственными (берёзовыми) лесами (83-й, 96-й, 111-й и 112-й кварталы Агардяшского лесничества Кыштымского лесхоза). С юга вплотную к берегу подходит крупный горный массив. На юго- и северо-восточном берегах озера садовые участки жителей города Карабаша (на юге сады имеют одноимённое с озером название — Большой Агардяш). Вдоль юго-восточного берега проходит автодорога местного значения Карабаш — Кыштым (с земляным насыпным мостом через реку Аткус, играющим роль плотины). Примерно в 1 км к востоку от озера по течению реки Аткус находится нежилое поселение 29-й километр.
Озеро сердцевидной формы, на западе два залива (Серебрянская Нога и Беркутинская Нога) отделены друг от друга вдающимся в озеро на 2 км полуостровом, заканчивающимся острым мысом. Небольшие островки образованы протоками впадающих и вытекающих из озера рек.
На востоке из озера вытекает река Аткус (бассейн реки Миасс). На западе и севере в озеро впадают несколько мелких горных речек и ручьёв (Безымянка, Лебяжка и др.).
Сильная заболоченность местности наблюдается практически по всему периметру озера, кроме южного берега и участка побережья протяжённостью 1,5 км на северном берегу. Особенно сильно заболочены места впадения в озеро мелких рек. Для восточного берега также характерны заросли рогоза.